# Département de Pennsylvanie
Le département de Pennsylvanie (ou armée du général Patterson) est une grande unité de l'armée de l'Union au début de la guerre de Sécession. Créé le 27 avril 1861, son territoire se compose de la Pennsylvanie, le Delaware, et tous le Maryland qui n'est pas dans le département de l'Annapolis (plus tard rebaptisé département du Maryland) et le département de Washington. Ses restes sont absorbés dans l'éphémère département de la Shenandoah le 19 juillet 1861, qui absorbe également le département du Maryland, le 25 juillet et le 24 août, est fusionné dans le département du Potomac.

## Historique
Le département est sous le commandement du major général Robert Patterson, sa main-d'œuvre est constituée principalement de troupes de trois mois de Pennsylvanie et de New York. Après avoir obtenu une première victoire tactique lors de la bataille de Hoke's Run, le 2 juillet, et avoir contribué indirectement à la catastrophe de l'Union lors de la première bataille de Bull Run, le 21 juillet, ses régiments dont le terme n'a pas expiré et les commandants sont absorbés dans le département de la Shenandoah , sous le commandement du major général Nathaniel P. Banks , le 25 juillet 1861.

### Réserves de Pennsylvanie
Lorsque le président Abraham Lincoln appelle 75 000 volontaires au printemps 1861, le Commonwealth de Pennsylvanie, fournit de deux fois plus d'hommes que son quota. Pour des raisons politiques, le secrétaire des États-Unis à la Guerre, Simon Cameron, rejette quinze régiments pour un service immédiat, et ils deviennent connus comme les 1st au 15th Pennsylvania Reserves. La Pennsylvanie choisit de les conserver, les organiser, les former et les équiper à ses frais.
Ces quinze régiments ne sont pas disponibles, soit pour Patterson dans la vallée de la Shenandoah ou pour McDowell à la première bataille de Bull Run. « Dans un délai de quatre jours après la catastrophe de Bull Run, onze régiments de ce beau corps d'hommes (armés, entraînés, vêtus, équipés, et, à tous égards prêts pour le service actif) sont dans Washington », le gouverneur Andrew G. Curtin rappelle à l'assemblée législative de l'État.

### Bataille de Hoke's Run
Le 2 juillet 1861, l'armée du major général Robert Patterson, appelé le département de Pennsylvania, traverse le fleuve Potomac, près de Williamsport, dans le Maryland, et marche sur la route principale vers Martinsburg, en Virginie. Près de Hoke' Run, les forces de l'Union affrontent les forces confédérées et lentement les repoussent vers Winchester. Retraitant devant la plus grande force de Patterson, le colonel Thomas J. Jackson a accompli ses ordres de retarder la progression fédérale.
La rencontre est très brève, et trois régiments signalent des victimes : le 1st Wisconsin Infantry, 11th Pennsylvania Infantry et le 15th Pennsylvania Infantry L'ordre de Bataille affiche toutes les unités de l'organisation, à son apogée, de la taille et de la structure.

### Première bataille de Bull Run

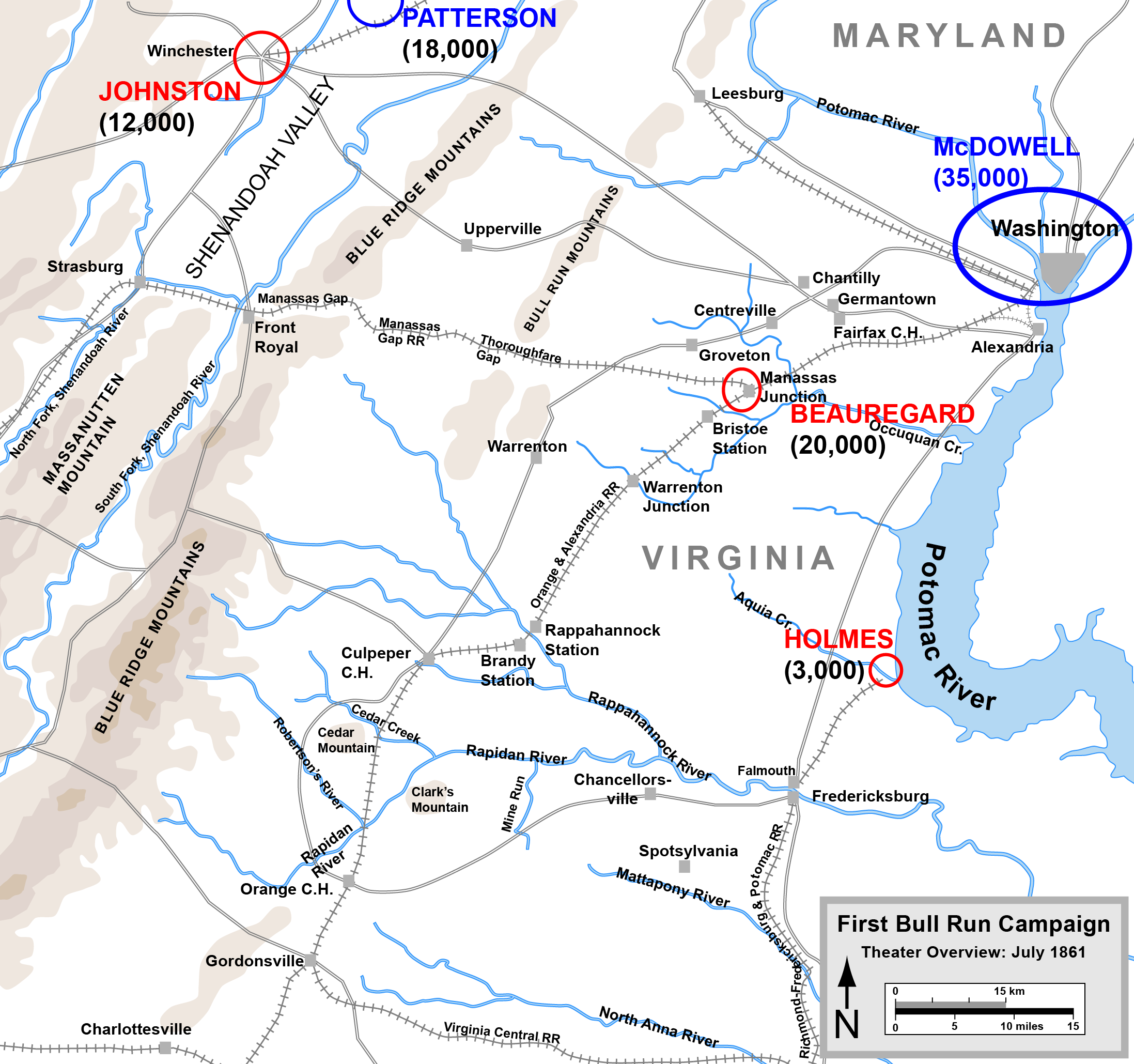
Théâtre de la Virginie septentrionale en juillet 1861. Plus au nord se trouvent 15000 Pennsylvanians qui ont été formés et équipés, mais rejetée pour le service Fédéral par le secrétaire de la Guerre, Simon Cameron.
Confederate
Union

Au cours de l'après-midi du 21 juillet 1861, l'arrivée du brigadier général Joseph E. Johnston inverse le cours de la bataille, la contre-attaque qui suit change la victoire en déroute, et les espoirs euphoriques du Nord d'une guerre courte se dissipent rapidement. Le lieutenant général Winfield Scott avait espéré que Patterson et son département de la Pennsylvanie empêcherait Johnston de renforcer  Beauregard à Manassas Junction, et quand les troupes de Johnston deviennent un facteur important du sort de la bataille, les actions de Patterson deviennent un sujet de controverse.
Après les faits, Patterson pense que :
- Il a demandé au général Scott un ordre direct d'attaquer Johnston et ne l'a pas reçu ;
- Il a estimé que la bataille à Manassas serait livrée le 16 juillet 1861, et sa responsabilité était de retarder Johnston jusqu'au 16 ;
- Il avait réussi à occuper Johnston jusqu'au 16 juillet et pour [plusieurs] jours supplémentaires par la suite ;
- Sans la connaissance de l'absence de bataille le 16 juillet, il avait informé dans un bref délai le général Scott quand Johnston a quitté véritablement la vallée de la Shenandoah, le 20 juillet.
- L'ensemble du fil de ses actions a été examiné et approuvé par ses subordonnés, comme cela avait été ordonné, et
- Il avait entièrement remplies tous les ordres directs qu'il avait reçus.

Patterson est libéré honorablement du service le 27 juillet 1861 et ne reçoit jamais une autre commission. Il cherche à remédier au dossier par tous les moyens possibles, y compris une audience personnelle avec le président Abraham Lincoln, et publie plus tard sa propre version des événements.

## Loisirs
Le 1er décembre 1864, le département de la Pennsylvanie est recréé, avec la fusion du département de la Susquehanna avec le département de la Monongahela. Il fonctionne jusqu'au 27 juin 1865, dans la division militaire du milieu.